# Киз, Ричард
Ричард Киз (англ. Richard Keys, родился 23 апреля 1957 в Ковентри) — британский теле- и радиоведущий, спортивный комментатор. Известен благодаря работам на телеканалах Би-би-си, ITV, Channel 4, Sky Sports, Al Jazeera English, Fox Sports, ESPN Star Sports, BeIN Sports. Комментировал свыше 4,5 тысяч футбольных матчей Английской Премьер-лиги, чемпионатов мира, финалов Лиги чемпионов УЕФА, Кубка Англии, Кубка УЕФА и Лиги Европы, а также Кубков футбольных лиг Англии и Шотландии.

## Карьера

### Восхождение
В 1976 году Киз приехал в Лондон и начал работать в информационном агентстве Fleet Street Sports Agency (HAYTER’s), откуда ушёл в 1978 году. Вскоре он перебрался в Ливерпуль и начал работать на городской радиостанции Radio City, комментируя футбольные матчи. С 1982 года работает в Манчестере на Piccadily Radio редактором отдела спортивных новостей и футбольных комментатором. В 1984 году по совету друга Сида Селлерби Киз вернулся в Лондон, устроился работать на телеканал ITV на утреннее шоу TV-am. Он совмещал комментирование футбольных матчей на ITV с освещением велогонок Тур де Франс на Channel 4.
Весной 1990 года Ричард Киз был принят на работу на спортивный телеканал телерадиокомпании British Satellite Broadcasting, а после ребрендинга и слияния со Sky телеканал стал называться Sky Sports. 28 декабря 1990 Киз провёл последний эфир шоу TV-am на ITV и стал полноценным работником Sky Sports. С 1992 года он стал комментировать все матчи Английской Премьер-Лиги, вёл передачи Super Sunday и Sky's Monday Night Football, освещая и матчи Лиги чемпионов УЕФА. В 2008 году Ричарду Кизу доверили комментировать на телеканале «Al Jazeera Sports» матчи чемпионата Европы по футболу в Австрии и Швейцарии.

### Увольнение со Sky Sports
22 января 2011 Киз оказался в центре грандиозного скандала: перед началом матча «Вулверхэмптон Уондерерс» — «Ливерпуль» он в прямом эфире нелицеприятно высказался о Шан Мэсси-Эллис — женщине, которая будет обслуживать матч как боковой арбитр. Киз заявил, что она, как и все женщины, не разбирается в правилах футбола, и с сарказмом попросил кого-нибудь спуститься на поле и объяснить ей правила игры. К несчастью для Киза, эти слова попали в эфир: за оскорбления на почве сексизма Киз и его коллега Энди Грей были уволены. Уже после игры Киз вынужден был принести свои извинения, поскольку не знал, что микрофон в момент разговора был включён. Ныне Киз работает на радиостанции Talksport, выходя в эфир по субботам вечером, а также на телеканале о боксе Boxnation с Фрэнком Уорреном, бывшим промоутером.

### Al Jazeera
В июне 2013 года было объявлено, что телеканал «Аль-Джазира» заключил контракт с Ричардом Кизом и Энди Греем на освещение матчей Лиги чемпионов УЕФА и Кубка Англии. С сезона 2013/2014 года Киз и Грей работают в Дохе, параллельно выходя в эфир на радио Talksport.

## Личная жизнь

### Семья и увлечения
Свою жену Джулию Ричард встретил в 1980 году, женившись на ней спустя 2 года. В браке родились дочь Джемма (1985, актриса) и сын Джошуа (1989, продюсер, проживает в США).
Любимая команда — «Ковентри Сити»: с 4 лет Ричард ходил с отцом на матчи клуба, особенно против команды «Суонси Таун». Учился в школе Уайтли-Эбби, был там старостой, а также капитаном команды Ковентри и Уорвикшира.

### Награды
В 2003 году получил звание почётного доктора Университета Ковентри за выдающиеся достижения в спортивной журналистике и обзоре матчей. В 2012 году Ричард Киз и Энди Грей награждены премией Sony Radio Academy Awards за лучшую спортивную программу (радиостанция Talksport).

### Благотворительность
Киз и Джефф Шривз собирают средства в благотворительный фонд Nordoff-Robbins для помощи детей, страдающим аутизмом. Также Ричард и его супруга Джулия являются покровителями фонда Willow Foundation, основанным бывшим вратарём «Арсенала» Бобом Уилсоном в память о его дочери Анне.
В 2002 году Ричард Киз и Энди Грей участвовали в шоу «Кто хочет стать миллионером?» и выиграли 64 тысячи фунтов стерлингов, отправив их на благотворительные цели.